# Aphonoides sabahi
Aphonoides sabahi är en insektsart som beskrevs av Andrej Vasiljevitj Gorochov 2007. Aphonoides sabahi ingår i släktet Aphonoides och familjen syrsor. Inga underarter finns listade i Catalogue of Life.